# Лица, подписавшие Декларацию независимости Израиля

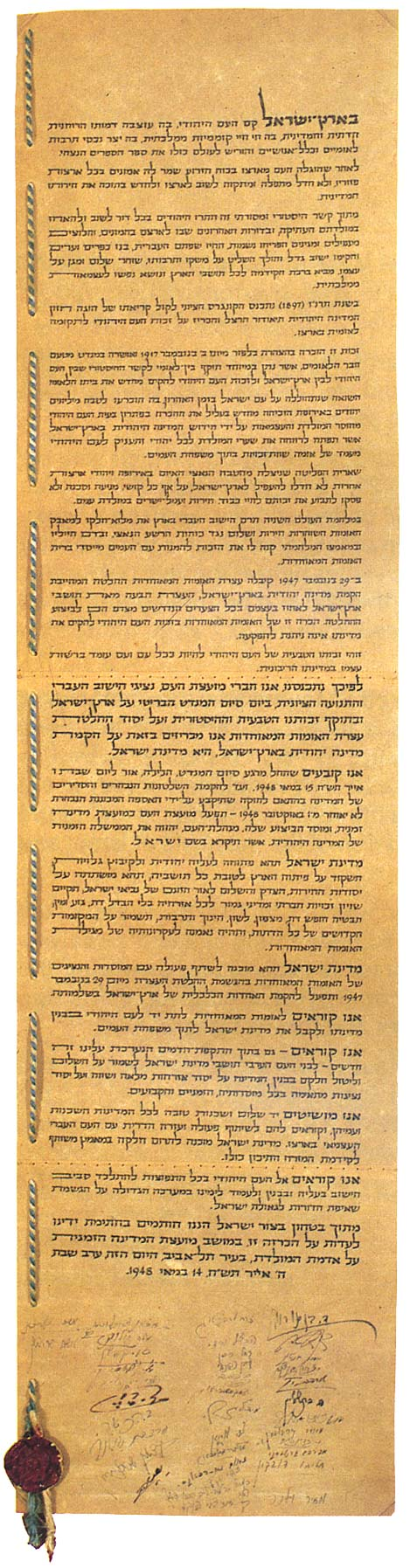

Список политических и общественных деятелей, подписавших Декларацию независимости Израиля

## Авторы

### Первый черновой вариант
- Цви Беренсон[англ.][1]

### Второй черновой вариант
- Моше Шерток (Шарет)
- Давид Ремез
- Пинхас Розен
- Хаим-Моше Шапира
- Аарон Цизлинг

### Третий черновой вариант
- Давид Бен-Гурион
- Иехуда-Лейб Маймон Фишман
- Аарон Цизлинг
- Моше Шерток (Шарет)

## Подписавшиеся
- Меир Грабовский (Аргов)
- Давид Бен-Гурион
- Мордехай Бентов
- Ицхак Бен-Цви
- Элияху Берлин
- Шломо Фриц (Перец) Бернштейн
- Герцль Розенблюм (Варди)
- Зерах Вархафтиг
- Меир Вильнер-Ковнер
- Вольф (Зеев) Голд
- Авраам Грановский (Гранот)
- Ицхак Гринбойм
- Элияху Добкин
- Элиэзер Каплан
- Кальман Кахана
- Авраам Каценельсон
- Моше Колодный (Коль)
- Рахель Коэн-Каган
- Саадия Кубаши
- Меир-Давид Лёвенштейн
- Ицхак-Меир Левин
- Цви Лурия
- Иехуда-Лейб Маймон Фишман
- Голда Меерсон (Меир)
- Даниэль Остер
- Давид Цви Пинкас
- Нахум Нир
- Давид Ремез
- Берл Репетур
- Феликс (Пинхас) Розенблют (Розен)
- Цви Сегаль
- Аарон Цизлинг
- Хаим-Моше Шапира
- Моше Шерток (Шарет)
- Мордехай Шатнер
- Бехор-Шалом Шитрит
- Бен-Цион Штернберг